# Musgrave (góry)
Góry Musgrave (ang. Musgrave Ranges) – pasmo górskie we wschodniej części Wyżyny Zachodnioaustralijskiej, przebiegające przez stany Australii Południowej i Australii Zachodniej oraz Terytorium Północne. Rozciąga się na długości 210 km, najwyższy szczyt Mount Woodroffe ma wysokość 1435 m n.p.m.
Pasmo zostało odkryte przez angielskiego podróżnika Williama Gosse'a, nazwę nadano na cześć Anthony’ego Musgrave’a.